# Hypatia (Roman)

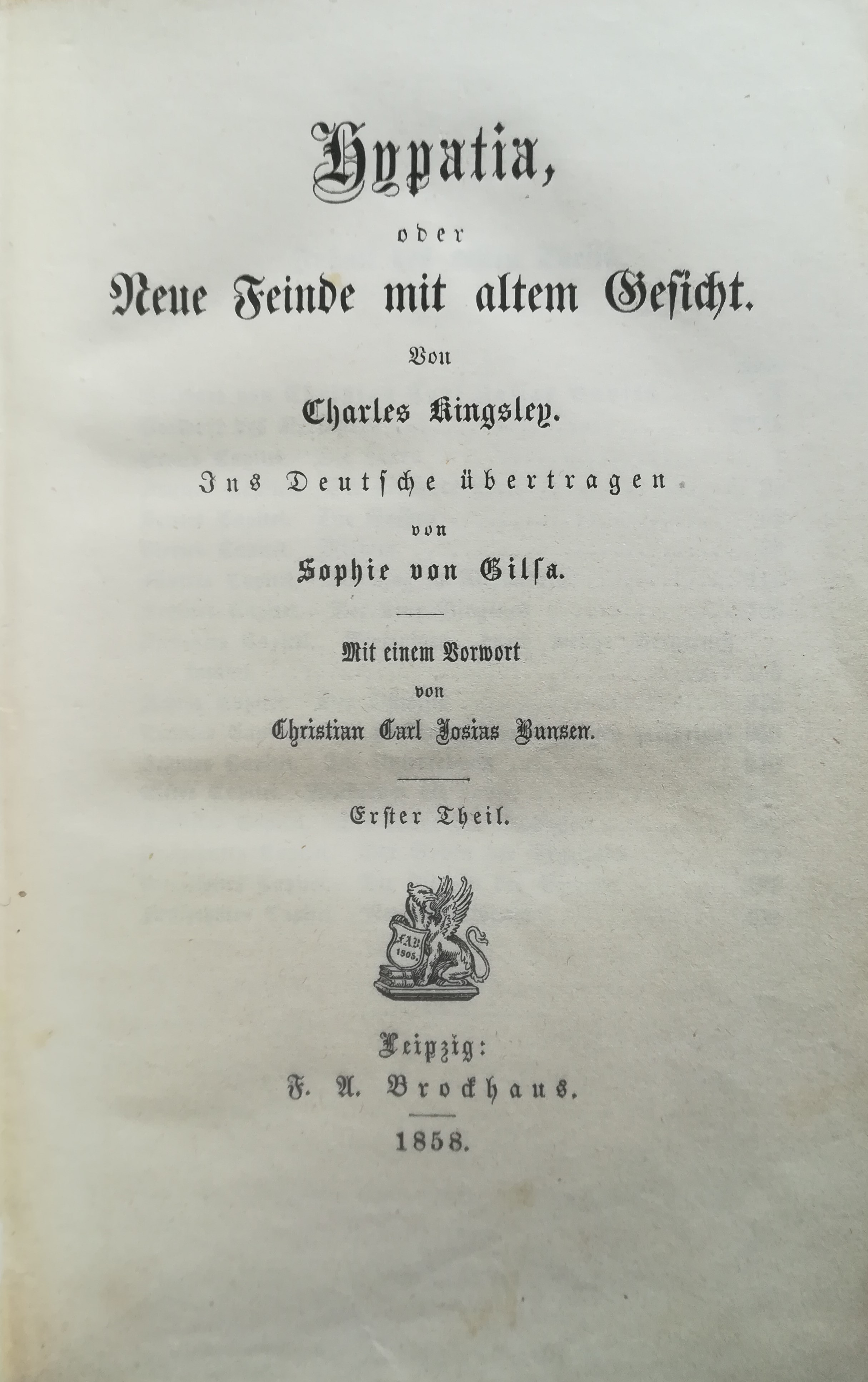
Titelblatt der deutschen Erstausgabe von 1858

Hypatia, oder neue Feinde mit altem Gesicht (englisch: Hypatia, or New Foes with an Old Face) ist ein historischer Roman des englischen Schriftstellers Charles Kingsley. Er erschien erstmals von Januar 1852 bis April 1853 im Fraser’s Magazine, wurde 1853 in Buchform veröffentlicht und 1858 ins Deutsche übersetzt. Der antikatholisch geprägte Roman ist eine fiktionalisierte Erzählung über das Leben der griechischen Philosophin Hypatia und zählt zu Kingsleys bekanntesten Werken. In den letzten Jahrzehnten stieß Hypatia durch tendenziell antisemitische und rassistische Vorurteile auf Kritik.

## Handlung
Die Handlung von Hypatia dreht sich um die namensgebende Philosophin, den christlichen Patriarch Kyrill von Alexandria, den machthungrigen Präfekten Orestes der Diözese Ägypten sowie den fiktiven Mönch Philammon, der bei einer Reise von seinem in der Wüste gelegenen Kloster nach Alexandria auf Hypatia trifft. Trotz der Abneigung Kyrills von Alexandria gegenüber Hypatia und deren tiefem Hass gegen das Christentum freundet sich der junge Mönch mit ihr an und wird ihr Schüler.
In Alexandria begegnet Philammon zudem seiner lange verschollenen Schwester Pelagia, die früher als Sängerin und Tänzerin tätig war und nun mit einem gotischen Krieger verheiratet ist. Philammon plant, beide Frauen zum Christentum zu bekehren. Währenddessen versucht der Präfekt Orestes, der die als Beraterin fungierende Hypatia für seine Pläne ausnutzt, Kaiser von Ägypten und Afrika zu werden. Eine Nebenhandlung des Romans dreht sich zudem um Raphael Aben-Ezra, einen wohlhabenden jüdischen Partner von Hypatia, der sich in ein christliches Mädchen namens Victoria verliebt und für sie zum Christentum konvertiert.
Durch eine Reihe von Ereignissen, die von einer jüdischen Frau namens Miriam inszeniert werden, entstehen Spannungen zwischen dem Präfekten und der Kirche. Durch die Unruhen gerät Hypatia in eine Sinneskrise und steht kurz davor, tatsächlich zum Christentum zu konvertieren. Noch bevor sie dies tun kann, kommt sie jedoch selbst als vermeintliche Unruhestifterin ins Visier des Mobs und wird von aufgebrachten Christen auf grausame Weise ermordet.
Bei dem anschließenden Versuch, seine Schwester zu einem Leben als Nonne zu überreden, entbricht ein Kampf zwischen Philammon und dem gotischen Ehemann Pelagias, wobei dieser durch einen Sturz zu Tode kommt. Während sich Pelagia in eine Einsiedlerzelle zurückzieht, kehrt Philammon missmutig wieder in die Wüste zurück und wird der Abt seines Klosters. Durch die Ereignisse in Alexandria ist seine Sicht aufs Christentum weltlicher geworden.

## Veröffentlichungen, Rezeption und Kritik

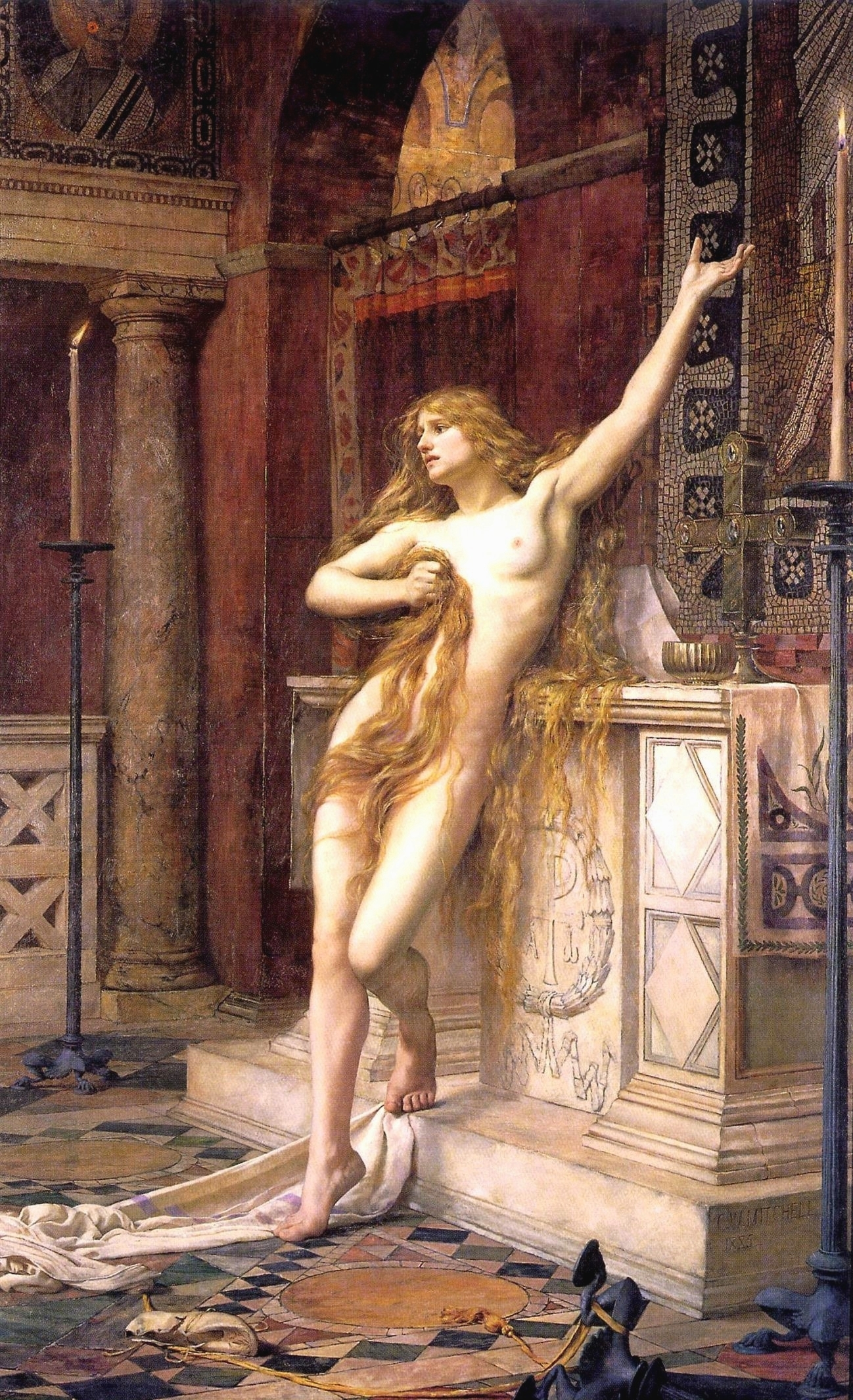
Hypatia von Charles William Mitchell (1885)

Hypatia erschien erstmals in mehreren Teilen von Januar 1852 bis April 1853 im Fraser’s Magazine und wurde 1853 in Buchform veröffentlicht. In den folgenden Jahren entstanden mehrere illustrierte Auflagen, zudem wurde der Roman in mehrere Sprachen übersetzt. Die deutsche Erstausgabe in zwei Bänden erschien 1858 in der Übersetzung Sophie von Gilsas mit einem Vorwort des Diplomaten Christian Karl Josias von Bunsen. 1924 erschien eine Fassung mit Illustrationen von Rudolf Trache. Besonders im deutschsprachigen Raum erfreute sich das Werk hoher Popularität. So bemerkte Hans von Schubert 1906: „Kingsleys Hypatia ist längst zum Gemeingut des gebildeten Publikums, zu einem Lieblingsbuch speziell des historisch gebildeten Publikums auch in Deutschland geworden.“
Hypatia galt lange Zeit als bekanntestes Werk von Charles Kingsley, geriet in späteren Generationen allerdings wieder in Vergessenheit. Der Roman inspirierte zahlreiche Künstler, darunter den Maler Charles William Mitchell für sein Bild der unbekleideten Hypatia aus dem Jahr 1885. Königin Victoria zählte Hypatia zu ihren Lieblingsbüchern. Kingsley stand ab 1859 als Kaplan im Dienste der Königin.
1859 entstand eine Bühnenfassung von Kingsleys Hypatia mit dem Titel The Black Agate, or Old Foes with New Faces, die im selben Jahr an der Academy of Music in Philadelphia ihre Uraufführung hatte. Das Stück wurde von Elizabeth Crocker Bowers geschrieben, die auch die Hauptrolle der Hypatia spielte. Eine weitere, von G. Stuart Ogilvies geschriebene Adaption des Werkes feierte seine Premiere 1893 im Theatre Royal Haymarket in London. Die Musik zum Stück schrieb Hubert Parry. Ogilvies veränderte Teile der Handlung, so ersetzte er Kingsleys Miriam durch eine sympathischere Figur namens Issachar, gespielt vom Produzenten Herbert Beerbohm Tree. Die Londoner Zeitung The Jewish Chronicle lobte in ihrer Ausgabe vom 7. Januar 1893 Ogilvies Adaption und seine positivere Darstellung der jüdischen Figur. Das Werk wurde als großer Triumph für Tree bezeichnet.
Bereits nach seiner Veröffentlichung geriet Hypatia vor allem aufgrund seines Antikatholizismus, seiner generell eher negativen Darstellung des Christentums und der historischen Figur des Kyrill von Alexandria in die Kritik katholischer Geistlicher wie Nicholas Wiseman und John Henry Newman, die beide als Antwort ebenfalls historische Romane mit einem positiveren Bild der Kirche veröffentlichten. Kingsley selbst galt als Kritiker der katholischen Kirche und hegte Abneigungen gegenüber dem Klerus. Der Zusatztitel „neue Feinde im alten Gewandt“ wird oftmals als Anspielung an Geistliche wie John Henry Newman gedeutet. Neuere Kritiken legen ihren Fokus vor allem auf Kingsleys negative sowie teils rassistische und antisemitische Darstellung der jüdischen Figuren im Roman. Dennoch wird Hypatia weiterhin oft als Kingsleys bestes Werk bezeichnet.

## Ausgaben (Auswahl)
- Hypatia; or, New foes with an old face. 2 Bände, J. W. Parker and son, London 1853 (Band 1, Band 2).
  - Hypatia, oder Neue Feinde mit altem Gesicht. F. A. Brockhaus, Leipzig 1858 (Band 1, Band 2) – übersetzt von Sophie von Gilsa.
- Hypatia: Or, New Foes with an Old Face. – mit Illustrationen von William Martin Johnson. Harper & Brothers, New York 1894.
- Hypatia. Thomas Y. Crowell, New York 1897 – mit Illustrationen von Edmund H. Garrett.
- Hypatia – Christliche Erzählung aus dem fünften Jahrhundert. Ensslin & Laiblin, Reutlingen 1924 – übersetzt von E. Preuschen, mit Illustrationen von Rudolf Trache.